# Самойлович Євфимія Василівна
Євфи́мія Васи́лівна Самойло́вич (бл.1663 —1717) — дружина Павла Полуботка (до отримання ним посади наказного гетьмана Лівобережної України), меценатка.

## Життєпис
Належала до впливого роду козацьких старшин Самойловичів. Донька Василя Самойловича[джерело?] — священика у м. Лебедині, та небога гетьмана Лівобережної України Івана Самойловича. У 1680 році стала дружиною Павла Полуботка. В шлюбі народила 5 дітей. Не втручалася у політичні справи, займалася переважно господарством та вихованням дітей[джерело?]. Разом з тим це значно посприяло кар'єрі Павла Полуботка.
Водночас разом із чоловіком була меценаткою церков і монастирів[джерело?]. Померла у 1717 році. Проте де саме існують розбіжності: за одними відомостями — у Глухові, за іншими — у Чернігові[джерело?]. Похована 8 лютого[джерело?] того ж року у Спасо-Преображенському соборі Чернігова.

## Родина
Чоловік — Павло Полуботок. Діти:
- Ганна Старша (д/н—1734), дружина Григорія Жоравки, бунчукового товариша[відсутнє в джерелі]
- Ганна Молодша (д/н), дружина Петра Войцеховича, седнівського сотника[відсутнє в джерелі]
- Олена (д/н—1745), дружина Якова Маркевича, генерального підскарбія[відсутнє в джерелі]
- Яків (д/н—1734), бунчуковий товариш Чернігівського полку[відсутнє в джерелі]
- Андрій (д/н—1744), бунчуковий товариш Чернігівського полку[відсутнє в джерелі]